# Hayashi Teruo
Hayashi Teruo (林 輝男) eller med västerländsk namnföljd Teruo Hayashi, född den 21 oktober 1924 i Nara och död den 24 september 2004 i Osaka, var en japansk mästare i karate och   kobudo.
Hayashi  uppnådde  10:e dangraden och grundade 1970 stilarna Japan-Karate-Dō-Hayashi-Ha-Shitōryū-Kai och  Kenshinryu-Kai-Okinawa-Kobudō.
Hayashi var en framgångsrik elev till Mabuni Kenwa och Kokuba Kōsei, vilket gjorde att han kom att leda Seishin-kai, innan han grundade Hayashi-ha Shitōryūkai. Hayashi-ha kombinerar många Ryūei-ryū tekniker, som Hayashi sōke lärde sig, medan han studerade på Okinawa. Bland några grundläggande kator finns exempelvis Ten No Kata. Det är detta som gör Hayashihas Shitōryū unik.
Stilen kom att utbilda många kata- och  kumite-världsmästare. Japan Karatedō Hayashi-ha Shitōryūkai har numera många internationella dōjōr runt om i världen. Den europeiska organisationen för denna stil handhas av Shihan Miguel Fernández Vázquez i Barcelona. I USA sköts Hayashi-ha av Shihan Akio Minakami i Seattle.